# Nádasdladány
Nádasdladány es un pueblo en el distrito de Székesfehérvár del condado de Fejér, Hungría.